# Alexandru Cihac
Alexandru Cihac (Iași, 1825. szeptember 8. – Mainz, 1887. augusztus 10.) román nyelvész, akadémikus.
Szülei: Jean Baptiste Hirth, tanár Heidelbergben és Tereza Hirth, szül. Pitzenverger.
Nevelőapja, akinek a nevét viselte, Iacob Cihac (1800–1888), cseh származású, Aschaffenburgban, Bajorországban született, a heidelbergi és a bécsi egyetemen szerzett sebészorvosi címet. Iași-ban telepedett le 1825-ben, megtanult románul, és sebész lett. 1872-ben a Román Akadémia – orvosi és társadalmi tevékenységét elismerve – tiszteletbeli tagjának választotta, ugyanakkor, amikor a fogadott fiát.
Alexandru Cihac nyolcéves korában Németországba ment tanulni, gyerekkorát ott töltötte. 
Visszatérve Iași-ba, nevelőapja bevette gazdasági vállalkozásába, ebből kifolyólag kettejüknek számos nézeteltérésük volt.
1862-ben Németországban telepedett le, Mainzban hunyt el 1887-ben.

## Munkássága
A román nyelv első etimológiai szótárának szerzője. Frankfurtban jelent meg két kötetben, 1870-ben, illetve 1879-ben.
Anyanyelvi szinten beszélt német, görög, francia nyelven.

## Művei
- Dictionnaire d’étymologie daco-romane. I. kötet: Eléments latins comparés avec les autres langues romanes (1870, Frankfurt); II. kötet: Eléments slaves, magyars, turcs, grecs-moderne et albanais (1879, Frankfurt).

## Elismerései
- 1872-ben a Román Akadémia tiszteletbeli tagjának választotta.
- 1880: Volney-díj. Az öt francia akadémia által alkotott intézet díját Constantin François de Casseboeuf (1757–1820) filozófus, Volney grófja után nevezték el.